# Бои за Кременную
Бои за Кременную (укр. Бої за Кремінну) — боевые действия на территории Северодонецкого района Луганской области за контроль над городом Кременная и окрестными территориями в ходе вторжения России на Украину.

## Предыстория
Кременная — город стратегического значения для обеих сторон. Для ВСУ этот город с населением 18 тыс. человек является последним значимым оборонительным пунктом перед Харьковской областью, который прикрывал всё северо-восточное направление на Краматорск. Для ВС РФ это же значимый опорный пункт, который не даёт возможности силам Украины выдавить армию России вглубь оккупированных областей, где много полей и равнин без естественных преград, что при прорыве ВСУ может создать серьёзную угрозу для контроля над оккупированными территориями.
Первые бои тут произошли 18 апреля 2022 года: российские войска быстро окружили город и начали его штурм. К концу следующего дня они захватили город, создав значимую угрозу для положения ВСУ на данной территории и открыв возможность широкомасштабного наступления России в рамках второго этапа боевых действий и боёв за Донбасс. В дальнейшем было оккупировано до 93% территории области.
После начала украинского контрнаступления осенью 2022 года возможность новых боёв за Кременную дало вызвало панику в Кременной и Сватово, а также спешную подготовку в городах линий обороны.
По мнению ISW и CT, после освобождения украинской стороной Лимана осенью 2022 года бои за Кременную и Сватово стали стратегически важными, так как линия обороны Сватово—Кременная прикрывает оккупированную Луганскую и Донецкую область и не даёт ВСУ прорваться вглубь контролируемых Россией территорий, где практически нет естественных преград для наступления.

## Силы сторон
Украина:
- 5-я отдельная бригада НГУ[12];
- 92-я отдельная штурмовая бригада[12][13];
- 128-я отдельная горно-штурмовая бригада.

 Российская Федерация:
2022 год
- 20-я гвардейская общевойсковая армия[14];
  - подразделения 3-й мотострелковой дивизии[14];
  - 488-й гвардейский мотострелковый полк[15] 144-й мотострелковой дивизии[16];
- 4-я отдельная мотострелковая бригада[17]
- 138-я отдельная гвардейская мотострелковая бригада[18]
- 346-й мотострелковый полк[13][19];
- 362-й мотострелковый полк[13];
- БАРС-13[16];
- БАРС-16[14];

2023 год
- 25-я общевойсковая армия[20]
- 2-й гвардейский армейский корпус[21]
  - 7-я отдельная гвардейская мотострелковая бригада[22]
- 3-я мотострелковая дивизия[23]
- 24-я отдельная гвардейская бригада специального назначения[24]
- Подразделения 201-й российской военной базы[25]
- Отдельный штурмовой батальон «Урал»[26].
- «Ахмат»[21]

## Боевые действия
Октябрь — декабрь 2022
Подготовка к боевым действиям можно считать форсирование Северского Донца в ночь с 27 на 28 сентября, когда ВСУ смогли создать переправу под Дроновкой и штурмом взяли Северско-донецкий лесопарк, блокировав трассу Кременная—Торское, в связи с чем разбитые части БАРС-13 и 20-й ОА в Лимане отошли для отдыха и усиления обороны в Кременной.
2 октября начались активные боевые действия за Северодонецкий район, когда ВСУ после артподготовки смогли совершить прорыв до трассы Р-66, однако он был купирован ВС РФ. В связи с этими событиями началось минирование дорог к Кременной и Сватово. К концу месяца бои привели лишь к небольшому продвижению ВСУ в районе Червонопоповки и установлению огневого контроля над трассой Р-66.
Боевые действия в октябре и ноябре были незначительными и имели локальный характер, несмотря на свою ожесточённость, ввиду распутицы, что мешало обеим сторонам налаживать снабжение и организовывать полноценное продвижение. Особую остроту ситуации за два месяца добавлял и тот факт, что в большей степени линия фронта ВС РФ постепенно перекомплектовалась за счёт недавно мобилизованных россиян.
К началу декабря, ввиду постепенного промерзания земли, боевые действия начинают становиться более масштабными. В частности, ВСУ смогли прорваться под Червонопоповкой и начать боевые действия за трассу, соединяющую Кременную и Сватово, поставив под угрозу снабжение и взаимосвязанность опорных пунктов обороны РФ.
26 декабря сообщили, что ВС РФ отвели военное командование из Кременной в Рубежное. Также в декабре велись бои непосредственно на окраинах Кременной, ВСУ не смогли продвинуться и были вынуждены отступить.
Январь — февраль 2023
В январе 2023 года, после начала зимнего наступления РФ, российские войска начали проводить попытки оттеснить ВСУ до реки перед Осколом[уточнить]. ВС РФ сначала хотели оттеснить ВСУ до реки Оскол. Но им не удалось даже оттеснить до реки перед Осколом. В феврале 2023 года ВС РФ взяли под контроль село Кузьмино и Диброва. В ходе зимнего наступления ВС РФ удалось оттеснить ВСУ от линии Сватово — Кременная на несколько километров. Также им удалось оттеснить ВСУ из Червонопоповки, тем самым восстановив контроль над всей трассой Р66 (в октябре — ноябре 2022 года ВСУ перерезали трассу Р-66) На момент 7 июля 2023 года на линии Сватово — Кременная шли локальные бои без продвижения.
Июль — август 2023
10 июля ВС РФ начали контрнаступление в этом районе, чтобы ликвидировать плацдарм ВСУ на левом берегу Оскола путем разделения этого плацдарма на 2 части, а также чтобы отвлечь ВСУ. 20 июля ВС РФ добились частичного успеха: в районе Сватово им удалось прорвать первую линию обороны ВСУ и создать небольшой выступ. После этого ВСУ контратаковали и вернули часть утраченных территорий. В районе Кременной им удалось оттеснить ВСУ до реки Жеребец. На 1 августа 2023 года битву можно считать завершённой. По состоянию на 3 августа с 30 июля ни одна из сторон не предпринимала попыток атаковать.
В конце 2023 года в районе Кременной находятся части 138-й мотострелковой бригады РФ.

## Потери
По данным Forbes, потери ВС РФ могут исчисляться тысячами ввиду использования мобилизованных на передовой. Также ряд информаторов внутри 155-й гв. обрмп сообщил The Washington Post о значимых потерях ВС РФ в боях за Сватово и Кременную.